# ريجي لويس
ريجي لويس (بالإنجليزية: Reggie Lewis)‏ مواليد 21 نوفمبر 1965 في بالتيمور - الوفاة 27 يوليو 1993، كان لاعب كرة سلة أمريكي بدأ مسيرته الاحترافية في سنة 1987. بلغ طوله 6 قدم 7 بوصة (2.0 م). اعتزل اللعب في 1993.

## فرق لعب لها
- بوسطن سيلتكس

## روابط خارجية
- ريجي لويس على موقع إن بي أي (الإنجليزية)
- ريجي لويس على موقع سبورتس رفرنس (الإنجليزية)
- ريجي لويس على موقع كلية كرة السلة في سبورتس رفرنس.كوم (الإنجليزية)
- ريجي لويس على موقع ريلجم (الإنجليزية)
- ريجي لويس على موقع بروبوليرز (الإنجليزية)